# Giacomo Puccini
Giacomo Antonio Domenico Michele Secondo Maria Puccini (Lucca, 22. prosinca 1858. – Bruxelles, 29. studenog 1924.), talijanski skladatelj. 
Nakon Verdija najugledniji talijanski operni skladatelj. Vlastiti posve individualni stil temeljio je na zanimljivoj kombinaciji elemenata opernoga izraza kasnoga romantizma i novih strujanja u realizmu ranoga 20. stoljeća. Svjetsku slavu stekao je operama Manon Lescaut, La Bohème, Tosca, Madama Butterfly i Turandot.
Operom La Bohème dao je prototip talijanske opere lirsko-sentimentalnoga, građanskog karaktera na izmaku 19. stoljeća. Urođenim teatarskim osjećajem odabirao je, većinom sam, sadržaje svojih opera i pridavao najveću važnost njihovu dramatskom oblikovanju. Melodiku oblikuje posve u talijanskoj tradiciji - pjevno, neodoljivo privlačno, u velikim arijama isprepliću se lirska osjećajnost, senzualni žar i sugestivna dramatska snaga s izrazito puccinijevskom melankolijom. Umro je nekoliko dana nakon operacije raka grla.

## Životopis

### Počeci u Italiji
Puccini je rođen u gradu Lucca u talijanskoj pokrajini Toscani, u obitelji koja je stoljećima bila tu nastanjena. Bio je drugi u obitelji nazvan Giacomo, a također je bio i peti glazbenik potekao iz nje. Svoje rano glazbeno obrazovanje duguje lokalnom svećeniku koji mu je davao satove klavira. Ipak, za poziv glazbenika se odlučio kada je u Pisi čuo Verdijevu Aidu.
Zahvaljujući posredovanju jedne dvorske dame, majčine prijateljice, dvadesetogodišnji Puccini dobiva kraljičinu stipendiju. Živeći u Milanu s jednim bratom, upoznao se sa životom koji će kasnije prikazati u operi La Bohème. Školovao se na konzervatoriju u Milanu, gdje je bio učenik i Amilcarea Ponchiellija. U tijeku studija sklada dvije opere, Vilise (tal. Le Villi) 1883. i Edgar 1889., koje su postigle velik, ali kratkotrajan uspjeh, što mu je osiguralo financijsku sigurnost i dalo volju da nastavi skladati. Već sljedeća njegova opera, Manon Lescaut iz 1893. bila je zavidne kvalitete i održala se na repertoaru operskih scena do današnjih dana. Zahvaljujući ovoj operi, bio je u mogućnosti da u okolini rodne Lucce kupi zemlju i na njoj izgradi najprije skromnu kuću, a kasnije i vilu u kojoj je proveo veći dio svog života. Strastveni zaljubljenik u lov i prirodu ovdje je imao mir potreban za njegov stvaralački rad.

### Uspjeh
Svjetsku slavu i veliko bogatstvo je stekao dvjema operama koje se ubrajaju među nekoliko najboljih opera ikada napisanih, a to su La Bohème i Tosca. Ipak, pošto je bio perfekcionist koji je želio stvarati savršena djela, jako teško je podnio kada je opera Madama Butterfly izviždana na premijeri u milanskoj Scali 1904. godine. Sam Puccini je ovaj neuspjeh pripisao pretjeranoj dužini drugog čina i prerađuje operu koja doživljava svoju novu premijeru 1905. godine. Od tog trenutka opera, kao i La Bohème i Tosca, postaje dio tzv. 'stalnog opernog repertoara'. No, možda se neuspjeh može i pripisati tome što je skladana pod utjecajem francuskog skladatelja Claudea Debussyja, odnosno njegove opere Pelleas i Melisande, i kao takva bila previše 'moderna' za talijanski ukus.

### SAD i povratak u Italiju
Puccini odlazi na putovanje u SAD da bi prisustvovao postavljanju opere "La Bohème" u Metropolitan operi u New Yorku. Tamo dolazi na ideju, koja će se pokazati ne baš sjajnom, da sklada operu kakva do tada nije postojala. On odabire temu s Divljeg Zapada i tako nastaje opera Čedo Zapada (tal. La Fanciulla del West), praizvedena 1910. godine u Metropolitan operi pod dirigentskom palicom Artura Toscaninija i s Enricom Carusom u glavnoj muškoj ulozi. Opera sjajno prolazi u SAD-u, najprije u New Yorku, a zatim i u Bostonu i Chicagu, ali drugdje, posebno u Europi, ona nikada nije postala popularna. Dugo godina nakon ovoga, Puccini traga za novim libretom. Godine 1914. dobiva primamljivu ponudu da za bečku scenu piše operetu Lastavica (tal. La Rondine). Ali, izbija rat i ovo djelo doživljava praizvedbu tek 1917. i to, zbog tadašnjeg ratnog antigermanizma, u Monte Carlu. Iste godine Puccini se seli iz Lucce i svoje vile Dvorac na jezeru, jer je u blizini vile podignuta tvornica koja ga ometala u radu. Seli se kraj mora gdje piše triptih jednočinki : Plašt (tal. Il Tabarro), Sestra Angelica (tal. Suor Angelica) i Gianni Schicchi, od kojih je ova treća njegova jedina komična opera.

### Turandoti kraj karijere
Godine 1919. odlučuje se na skladanje opere Turandot prema jednom popularnom kazališnom komadu, a radnja opere se odvija u Kini. Želi stvoriti operu koja će biti vrhunac opernog stvaralaštva, veličanstveni spektakl. Naporno radi na tome, dugo nezadovoljan libretom, ali uspijeva napisati dva čina i dio trećega usprkos teškoj bolesti koja ga muči. Svjestan da neće završiti djelo, pada u tešku depresiju. U jednom pismu govori:
Tako je i bilo. Poslije pet verzija libreta za duet Calafa i Turandot, mnogih skica i nacrta melodija, opera ostaje nedovršena. Puccini umire u Bruxellesu 29. studenog 1924., pošto mu je otkazalo srce nakon operacije raka grla. Skladatelj koji je svijetu podario neke od najljepših opernih arija, završio je svoj život bez glasa. Vijest o Puccinijevoj smrti došla je u Rim tijekom izvedbe La Bohèmea. Izvedba opere je odmah obustavljena, a orkestar je začuđenoj publici odsvirao Chopinov Posmrtni marš. Pokopan je u Milanu. 
Puccinijeva je želja bila da Turandot dovrši kompozitor Ricardo Zandonai. Njegov zet, jedan od najvećih dirigenata u povijesti, Arturo Toscanini, daje skladatelju Francu Alfanu da dovrši operu na osnovu Puccinijevih nacrta, a kada ovaj to učini, sam Toscanini dorađuje završetak. Premijera je održana 1926. godine u milanskoj Scali. Toscanini je dirigirao, i nakon smrti robinje Liù u trećem činu prekida izvedbu, okreće se publici i kaže: 
Publika je shvatila i u tišini otišla iz kazališta. Sutradan je opera izvedena u cjelini i od onda je stalni dio postavke mnogih operskih kuća. Mnogi se muzikolozi i kritičari slažu da operom Turandot završava razdoblje klasične opere.

## Djela
- Vilise (Le Villi) (1884.)
- Edgar  (1889.)
- Manon Lescaut (1893.)
- La Bohème (1896.)
- Tosca (1900.)
- Madama Butterfly (1904. / rev. 1905.)
- Čedo Zapada (La Fanciulla del West) (1910.)
- Lastavica (La Rondine) (1917.)
- TRIPTIH (IL TRITTICO)
  - Plašt (Il Tabarro) (1918.)
  - Sestra Angelica (Suor Angelica) (1918.)
  - Gianni Schicchi (1918.)
- Turandot (1926.)